# José Moragón
José Sánchez Moragón (nascut el 6 d'octubre de 1987 a Manacor, Illes Balears) és un exfutbolista balear que va jugar de porter.